# Danzel
Johan Waem, plus connu sous le nom de Danzel, est un chanteur et musicien belge, né le 9 novembre 1976 à Beveren.
Il est principalement connu pour son single de 2004 Pump It Up! qui atteint le top 10 de plusieurs pays européens, notamment en Autriche, en Belgique, au Danemark, en France, en Allemagne, en Grèce, en Hongrie, en Irlande, en Italie, en Pologne, en Roumanie et en Suisse. Le single atteint également la 11e place des classements du UK Singles Chart au Royaume Uni et la 29e place du U.S. Billboard Hot Dance Club Play chart aux États-Unis. Il s'agit d'un remix du titre des Black & White Brothers de 1998. You Are All of That et Put Your Hands Up in the Air! se classent également dans plusieurs pays, sans atteindre les mêmes chiffres de ventes.

## Biographie
À l'âge de 15 ans, Johan Waem et ses amis fondent un groupe pop rock nommé Scherp Op Snee (S.O.S.) dans lequel il chante et joue de la guitare basse. Il est également choriste du groupe L.A. Band, qui partage la scène lors de concerts avec des artistes belges célèbres.
Danzel est l'un des vingt finalistes d'Idool 2003 (en), la version belge néerlandophone de Nouvelle Star,. Le chanteur atteint les demi-finales du concours. 
Son premier single, Pump It Up!, sort en hiver 2003-2004 et se place en tête dans plus de quinze pays, dont une onzième place au Royaume Uni.
Le titre est disque de platine en Australie, disque d'or en France et en Belgique,,.
You Are All Of That et Put Your Hands Up in the Air! entrent également dans les classements de plusieurs pays, dont l'Allemagne et la France.
Le chanteur sort un premier album en octobre 2004.
Lors des Eska Music Awards (en) 2006 en Pologne, il est désigné comme meilleur artiste étranger.
La même année, deux compilations sont éditées : No.1's et The Greatest Hits.
En 2017, il remporte un prix pour l'ensemble de sa carrière devant plus de 3,5 millions de Polonais lors de l'émission télévisée Disco Pod Gwiazdami. Le jury lui décerne ce prix car Pump It Up! est le plus gros succès de la dernière décennie au niveau national,.
En 2019, Pump It Up! est remixé par le DJ britannique Endor et distribué par Defected Records. La chanson atteint la première position du classement américain Billboard Dance Club Songs en novembre 2019 et la huitième place du UK Singles Chart britannique en janvier 2020,. Le remix est certifié double platine par l'Australian Recording Industry Association (ARIA). Ce remix devient le jingle des Wolverines du Michigan, il est joué après chaque touchdown.
Le 31 décembre 2021, Danzel se produit lors de la soirée du nouvel an Sylwester z Polsatem (pl) sur la chaîne polonaise Polsat, où il chante Shallow en duo avec Ewelina Lisowska (en).
En 2022, il participe, et remporte le talent show polonais Twoja twarz brzmi znajomo (en) diffusé sur Polsat,,. Il est le premier artiste n'ayant pas la nationalité polonaise à gagner ce concours. Il reverse ses gains, un peu plus de 21 300 €, à une association caritative.
Sa popularité lui permet d'être invité dans plusieurs émissions à grande écoute telles le concours international de beauté Miss Supranational 2022 (en), la version polonaise de Danse avec les stars et Jaka to melodia? (en).
Lors d'un spectacle en Pologne, il déclare qu'un renversement en Ukraine causé par la guerre serait fatal pour lui.
Il participe au concert caritatif Nauczyciele Dzieciom où il est remarqué en chantant deux chansons polonaises, dont Nadzieja (pl) du groupe Ira (en).

## Discographie

### Singles
| Année | Single                                    | Classement | Classement | Classement | Classement | Classement | Classement | Classement | Classement | Classement | Classement | Classement |
| Année | Single                                    | ALL        | AUT        | BEL        | DAN        | FRA        | IRE        | ITA        | P-B        | R-U        | SUE        | SUI        |
| ----- | ----------------------------------------- | ---------- | ---------- | ---------- | ---------- | ---------- | ---------- | ---------- | ---------- | ---------- | ---------- | ---------- |
| 2003  | You Are All of That                       | 24         | 30         | 9          | —          | 34         | —          | —          | 61         | —          | 49         | —          |
| 2004  | Pump It Up!                               | 4          | 3          | 5          | 8          | 6          | 8          | 10         | 16         | 11         | 52         | 5          |
| 2005  | Put Your Hands Up in the Air!             | 52         | 56         | 34         | 14         | 40         | —          | —          | 77         | —          | 74         | —          |
| 2006  | My Arms Keep Missing You (en)             | —          | —          | 15         | —          | —          | —          | —          | —          | —          | —          | —          |
| 2007  | You Spin Me Round (Like a Record)         | —          | —          | 32         | —          | —          | —          | —          | —          | —          | —          | —          |
| 2007  | Jump                                      | —          | —          | —          | —          | —          | —          | —          | —          | —          | —          | —          |
| 2008  | Clap Your Hands                           | —          | —          | 64         | —          | —          | —          | —          | —          | —          | —          | —          |
| 2008  | What Is Life (feat Regi)                  | —          | —          | —          | —          | —          | —          | —          | —          | —          | —          | —          |
| 2009  | Walking On Sunshine                       | —          | —          | —          | —          | —          | —          | —          | —          | —          | —          | —          |
| 2010  | Under Arrest                              | —          | —          | 30         | —          | —          | —          | —          | —          | —          | —          | —          |
| 2010  | Zeigt mir 10 (Explode 3)                  | 58         | 43         | —          | —          | —          | —          | —          | —          | —          | —          | —          |
| 2011  | Outta Control                             | —          | —          | —          | —          | —          | —          | —          | —          | —          | —          | —          |
| 2012  | You Make Me Happy (DJ Rebel feat. Danzel) | —          | —          | 40         | —          | —          | —          | —          | —          | —          | —          | —          |
| 2015  | Stronger                                  | —          | —          | —          | —          | —          | —          | —          | —          | —          | —          | —          |
| 2016  | Bette Davis Eyes                          | —          | —          | —          | —          | —          | —          | —          | —          | —          | —          | —          |
| 2018  | Maniac                                    | —          | —          | —          | —          | —          | —          | —          | —          | —          | —          | —          |
| 2022  | Time Marchines                            |            |            |            |            |            |            |            |            |            |            |            |

## Reprises
- You Are All Of That (reprise des Black and White Brothers, duo suisse composé de Mr Mike et DJ Djaimin)
- Put Your Hands Up in the Air! (reprise des Black and White Brothers)
- Pump It Up! (reprise des Black and White Brothers)
- My Arms Keep Missing You (Danzel vs F.R.A.N.K.), reprise de Rick Astley; tube de l'été à Ibiza
- You Spin Me Round (Like A Record) reprise de Dead or Alive